# Maj Enderstein
Maj Enderstein, född 8 september 1926 i Åseda, död 10 februari 2018 i Helsingborg, var en svensk målare bosatt i Helsingborg.
Hon fick sin utbildning bland annat på Ateljé José i Buenos Aires, Argentina, och på Gerlesborgsskolan 1970. Hon arbetade bland annat på San Michele på Capri, 1975 och 1989, samt på Cité International des Arts i Paris mellan 1993 och 2003. Hon hade även ett flertal separatutställningar i Buenos Aires, Barcelona och Paris, samt på många orter i Sverige. Dessutom hade hon ett antal samlingsutställningar.